# Komisja Jeana Reya
Komisja Jeana Reya – pierwsze publiczne wystąpienie i obrady przyszłej Komisji Europejskiej. Komisja Reya urzędowała od 2 lipca 1967 roku do 30 czerwca 1970 roku. Jej przewodniczącym był belgijski polityk Jean Rey, a wiceprzewodniczącymi Raymond Barre, Wilhelm Haferkamp, Fritz Hellwig, Sicco Mansholt i Lionello Levi Sandri.
Komisja składała się z 14 członków (komisarzy). Po trzech przedstawicieli posiadali: Francja, Niemcy i Włochy. Belgia i Holandia posiadali dwóch komisarzy, a Luksemburg jednego.

## Skład Komisji Europejskiej
| Komisja                                                            | Komisarz                 | Partia      |
| ------------------------------------------------------------------ | ------------------------ | ----------- |
| Przewodniczący Komisji Europejskiej                                | Jean Rey                 | PRL         |
| Komisarz ds. Rolnictwa                                             | Sicco Mansholt           | PvdA        |
| Komisarz ds. Społecznych, Komisarz ds. Administracji               | Lionello Levi Sandri     | PSI         |
| Komisarz ds. Nauki i Badań, Komisarz ds. Komunikacji               | Fritz Hellwig            | CDU         |
| Komisarz ds. Ekonomicznych i Monetarnych                           | Raymond Barre            | bezpartyjny |
| Komisarz ds. Programowania Finansowego i Budżetu                   | Albert Coppé             | PSC         |
| Komisarz ds. Rynku Wewnętrznego, Komisarz ds. Polityki Regionalnej | Hans von der Groeben     | bezpartyjny |
| Komisarz ds. Konkurencji                                           | Maan Sassen              | KVP         |
| Komisarz ds. Rozwoju                                               | Henri Rochereau          | bezpartyjny |
| Komisarz ds. Przemysłu                                             | Guido Colonna di Paliano | bezpartyjny |
| Komisarz ds. Handlu, Komisarz ds. Rozszerzenia                     | Jean-François Deniau     | UDF         |
| Komisarz ds. Transportu                                            | Victor Bodson            | LSAP        |
| Komisarz ds. Energii                                               | Wilhelm Haferkamp        | SPD         |
| Komisarz ds. Stosunków Zewnętrznych                                | Edoardo Martino          | bezpartyjny |